# قطعنامه ۱۱۸۷ شورای امنیت
قطعنامه ۱۱۸۷ شورای امنیت سازمان ملل متحد که در تاریخ ۳۰ جولای ۱۹۹۸ تصویب شد، سندی بین‌المللی دربارهٔ بررسی وضعیت در گرجستان است. این قطعنامه طی نشست ۳۹۱۲ام با ۱۵ رای موافق، ۰ مخالف و ۰ ممتنع تصویب شد.